# Чижовиці (Свентокшиське воєводство)
Чижовиці (пол. Czyżowice) — село в Польщі, у гміні Бейсці Казімерського повіту Свентокшиського воєводства.
Населення — 341 особа (2011).
У 1975-1998 роках село належало до Келецького воєводства.

## Демографія
Демографічна структура на день 31 березня 2011 року:
|          | Загалом | Допрацездатний вік | Працездатний вік | Постпрацездатний вік |
| -------- | ------- | ------------------ | ---------------- | -------------------- |
| Чоловіки | 168     | 30                 | 122              | 16                   |
| Жінки    | 173     | 26                 | 105              | 42                   |
| Разом    | 341     | 56                 | 227              | 58                   |